# Казе Монтироне (Римини)
Казе Монтироне је насеље у Италији у округу Римини, региону Емилија-Ромања.
Према процени из 2011. у насељу је живело 56 становника. Насеље се налази на надморској висини од 141 м.